# Ciryon
Ciryon es un personaje ficticio del legendarium del escritor británico J. R. R. Tolkien. Era un dúnadan, tercer hijo de Isildur y hermano de Elendur, Aratan y Valandil. Nació en el año 3379 de la Segunda Edad del Sol en Minas Ithil. 

## Historia
Luchó en la Guerra de la Última Alianza contra el Señor Oscuro Sauron, pero no estuvo en la invasión de Mordor, ya que su padre le envió junto con Aratan a Minas Ithil para protegerla, por temor a que el enemigo escapara por el paso Cirith Ungol e intentara atacar la ciudad. 
En el año 2 de la Tercera Edad del Sol, cuando las tropas de Isildur fueron atacadas en lo que se conoció como el Desastre de los Campos Gladios, Ciryon fue mortalmente herido por varios Orcos que lo atacaron en conjunto, lo hicieron caer y lo atravesaron con las espadas. El intento de su hermano Aratan de rescatarlo terminó con su muerte también.

## Etimología
El nombre de Ciryon está compuesto en la lengua élfica quenya, como era natural entre los Fieles en Númenor, y más si cabe entre los descendientes de los Señores de Andúnië, como era Ciryon al ser bisnieto de Amandil, el último Señor. El nombre está formado por los siguientes términos: 
- Ciry: es la forma abreviada de cirya, que significa "barco".
- -on: es un sufijo que se traduce como "Señor de".

Así el nombre significa "Señor de los Barcos", término que es usado para designar a la palabra "Marinero", por lo que puede traducirse de ambas formas.